# Pace di Santo Stefano
La pace di Santo Stefano fu firmata il 3 marzo 1878 fra la Russia e l'Impero ottomano al termine della guerra turco-russa del 1877-1878.
Prese il nome dal villaggio ottomano di San Stefano (in greco 'Αγιος Στέφανος?, Agios Stefanos, ora Yeşilköy) nel quale fu stipulata. La Russia, che aveva vinto la guerra, impose alla Turchia la rinuncia a buona parte dei suoi possedimenti in Europa, determinando l'indipendenza del Montenegro, della Serbia, della Romania e l'autonomia della Bulgaria. Quest'ultima, il cui territorio arrivava fino all'Egeo, divenne protettorato russo (benché formalmente ancora ottomana).
A seguito delle proteste di Gran Bretagna e Austria per l'aumento dell'influenza russa nei Balcani, i termini furono rettificati dal Congresso di Berlino del giugno 1878.

## Le premesse

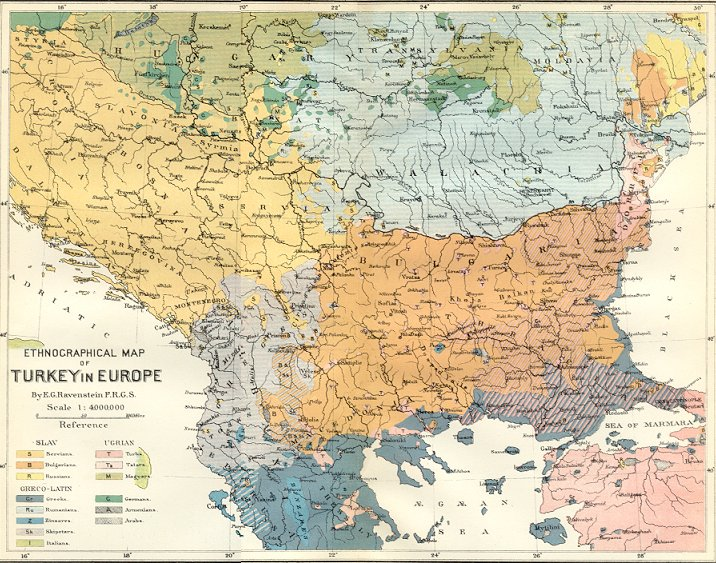
Carta etnografica dell'epoca. I limiti della diffusione dei bulgari tracciarono i confini della Grande Bulgaria di Santo Stefano

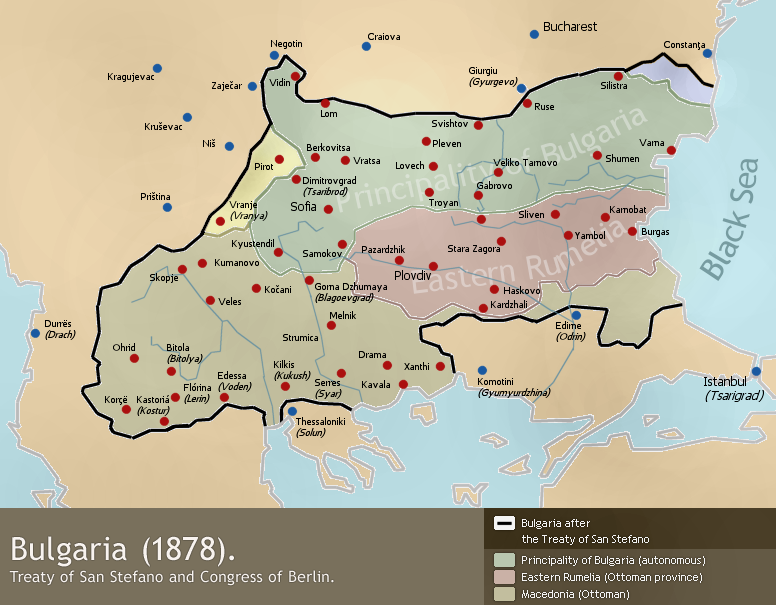
La Bulgaria nata dal trattato di Santo Stefano e le sue suddivisioni.

Dopo il fallimento delle rivolte serbe del 1876, i russi si determinarono nella convinzione che fosse necessario attaccare l'Impero ottomano a sostegno dei popoli slavi sottomessi al giogo turco. Con l'incontro di Reichstadt (oggi Zákupy) dell'8 luglio 1876, con la convenzione di Budapest del 15 gennaio 1877 e con quella del 18 marzo dello stesso anno, la Russia ottenne la "benevola neutralità" dell'Austria in caso di un conflitto russo-turco. In cambio, al termine della guerra, l'Austria avrebbe annesso la provincia ottomana della Bosnia ed Erzegovina (eccetto il Sangiaccato). Nelle stesse sedi si definirono le sorti di altre province turche: la Bessarabia sarebbe stata annessa alla Russia; la Bulgaria, la Rumelia orientale e l'Albania sarebbero diventate nazioni indipendenti; la Tessaglia, parte dell'Epiro e l'isola di Creta sarebbero stati assegnati alla Grecia; e Costantinopoli (oggi Istanbul) con i suoi dintorni sarebbe diventata una città libera.
La Russia, assicuratasi la neutralità austriaca in questi termini, il 24 aprile 1877 dichiarò guerra alla Turchia. Al suo fianco si schierò la Romania che proclamò la sua indipendenza a maggio, mentre si sollevarono contro i turchi forze bulgare, serbe, montenegrine e greche (il governo di Atene mandò in Tessaglia 12.000 uomini).
Così che le truppe dello zar Alessandro II, dopo alterne vicende, arrivarono alle porte di Costantinopoli. La Gran Bretagna a questo punto, preoccupata per i successi russi, con uno spostamento di truppe e navi in Mediterraneo, intimò San Pietroburgo a non procedere oltre. Lo zar fermò i suoi soldati e il 3 marzo 1878 impose alla Turchia il trattato di Santo Stefano; dal nome della idilliaca cittadina presso Costantinopoli, sul mar di Marmara, nella quale fu firmato.

## I termini della pace

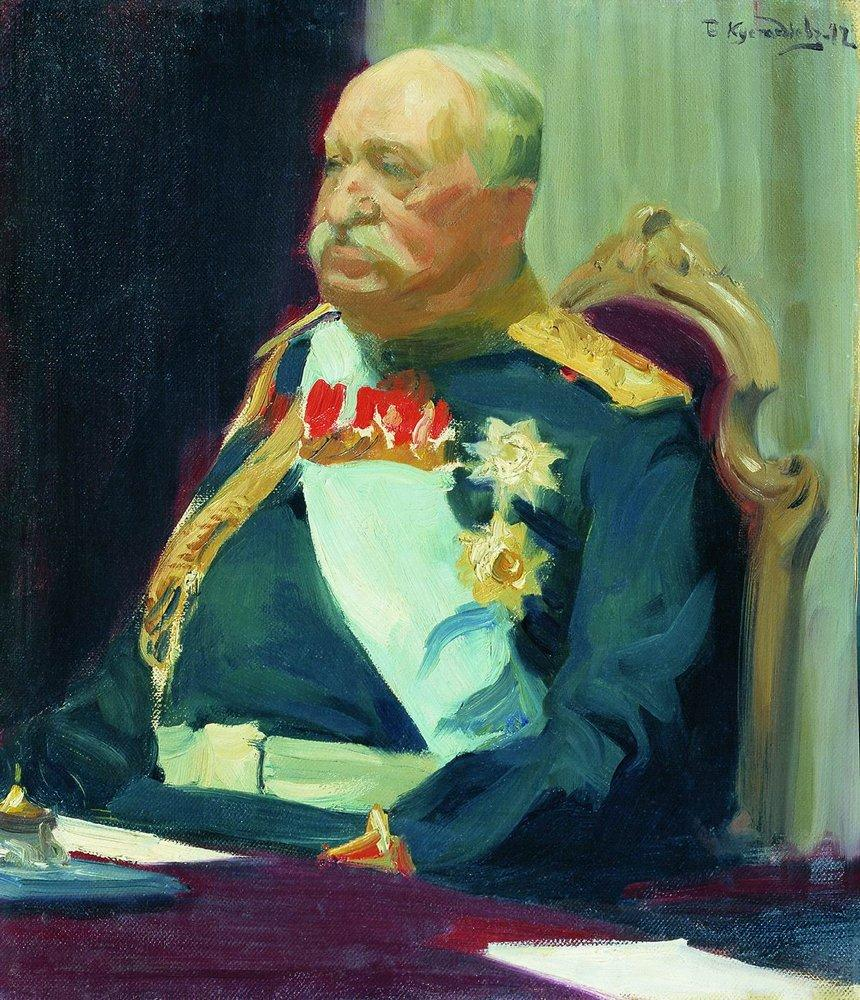
Nicolaj Pavlovič Ignat’ev. Studio di Boris Kustodiev (1902)

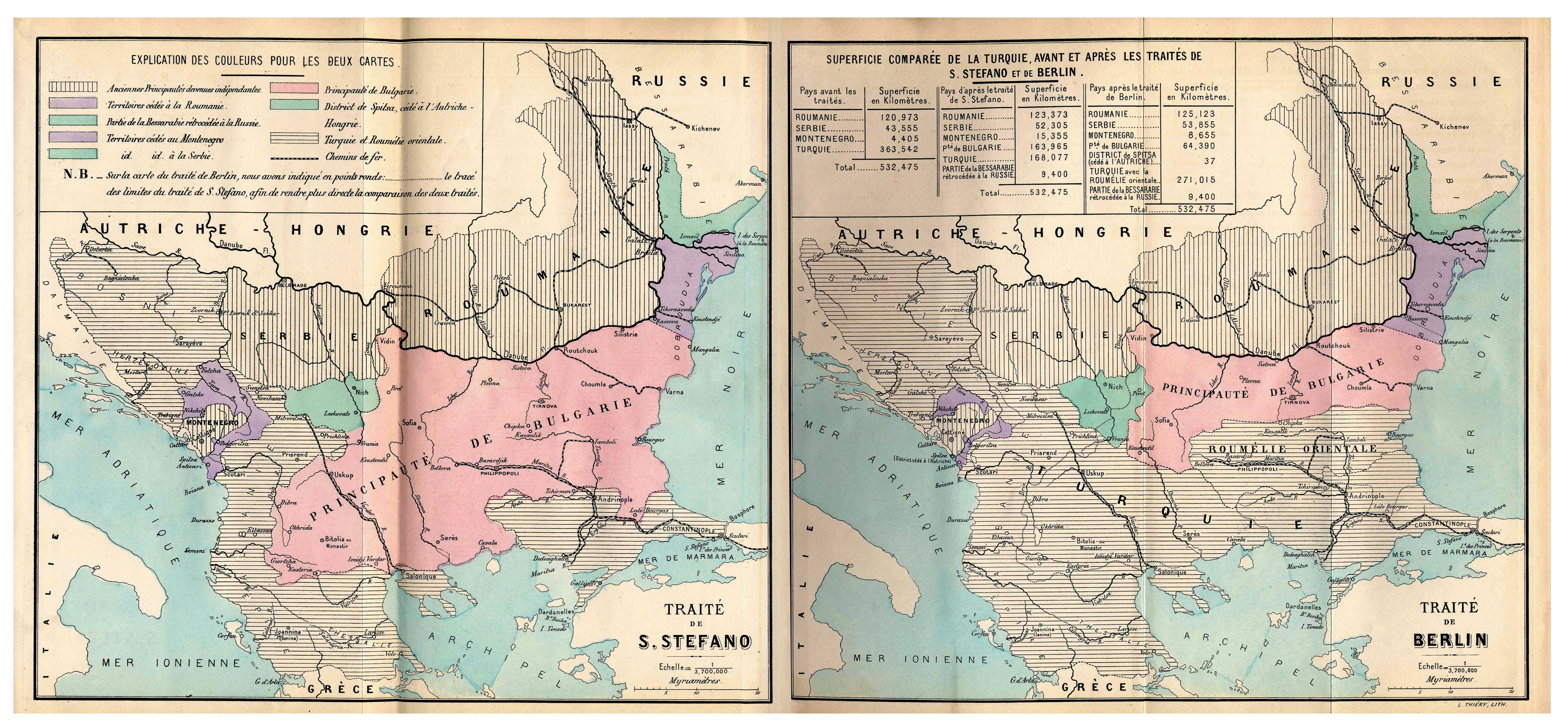
Mappe della regione dopo il trattato di Santo Stefano ed il congresso di Berlino del 1878, con la superficie territoriale dei Paesi coinvolti.

La pace di Santo Stefano recepì diverse indicazioni della precedente conferenza di Costantinopoli del 1876 e fu molto onerosa nei confronti dell'Impero ottomano, che perdeva gran parte dei suoi territori e della sua influenza in Europa.
Fu firmata per i russi da Nicolaj Pavlovič Ignat'ev, vero autore del trattato, e da Aleksandr Ivanovič Nelidov. Per i turchi siglarono l'accordo Saffet Pascià, ministro degli esteri e Sadullah Bey, ambasciatore a Berlino.

### La Bulgaria
Secondo i termini di pace venne creata una grande Bulgaria autonoma, più grande di qualsiasi altro Paese balcanico, comprendente anche la Rumelia orientale. A occidente il nuovo Paese includeva la Macedonia e confinava: a Nord con la Valacchia, da cui era separata dal corso del Danubio, a Oriente con il mar Nero e a Sud con l'Egeo.
La cosiddetta Grande Bulgaria, tracciata secondo la migliore mappa etnografica allora possibile, fu costituita in principato autonomo ma tributario di Costantinopoli, con un principe eletto dalla popolazione e confermato dal sultano previo assenso delle grandi potenze. Rimaneva legata alla tutela dello zar e per due anni doveva essere occupata da truppe russe.

### La Bosnia-Erzegovina
La Bosnia ed Erzegovina, lungi dall'essere assegnata, come si era pattuito, all'Austria, rimase sotto il controllo della Turchia, che si impegnò a realizzare miglioramenti nelle condizioni amministrative e agrarie.

### Serbia, Montenegro e Romania
La Serbia e il Montenegro, oltre a ottenere ingrandimenti, acquistavano piena indipendenza dalla Turchia, al pari della Romania, che però cedeva la Bessarabia alla Russia. Serbia e Montenegro, inoltre, ricevevano una parte del Sangiaccato, su cui invece aveva puntato Vienna per una futura penetrazione verso l'Egeo.

### La Russia
La questione degli Stretti del Bosforo e dei Dardanelli che stava tanto a cuore alla Russia allo scopo di ottenere in qualsiasi momento libero accesso al Mediterraneo dal mar Nero, non fu toccata; ma era evidente che la grande Bulgaria sarebbe stata un avamposto russo sull'Egeo verso Costantinopoli.
Oltre alla Bessarabia, la Russia acquisiva alcuni territori in Anatolia orientale a discapito della Turchia: Kars, Ardahan, Batum, Alaschkerd (in turco Eleşkirt, provincia di Ağrı) e Bayazid. Tali cessioni riscattarono parte delle indennità di guerra che Costantinopoli avrebbe dovuto pagare.

## Le reazioni in Gran Bretagna
L'accordo fu intollerabile per la Gran Bretagna che vedeva la Russia attraverso la Bulgaria affacciarsi nel Mediterraneo e, a un passo dai Dardanelli, porre sotto ricatto l'Impero ottomano. Ambienti militaristi avevano già valutato, durante la guerra, l'opzione militare nel caso l'esercito russo fosse entrato a Costantinopoli. La tensione fra i due imperi, che sussisteva per la competizione nel Grande gioco in Asia, si fece ancora più grave.

## Le reazioni in Austria-Ungheria

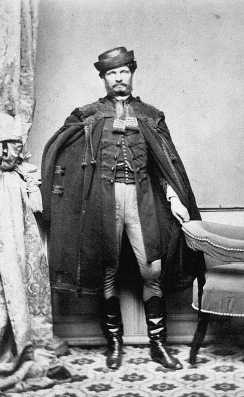
Gyula Andrássy

Il Ministro degli Esteri austriaco Gyula Andrássy dal canto suo disapprovò violentemente il trattato di Santo Stefano, considerandolo un "sermone slavo ortodosso" che violava gli accordi segreti prebellici da lui stabiliti con i responsabili della politica russa. Egli ritenne che la Bulgaria sarebbe diventata un burattino di San Pietroburgo e la breve clausola sulla Bosnia ed Erzegovina contrastava apertamente con gli accordi di Reichstadt e Budapest, mentre le decisioni sulla cessione di parte del Sangiaccato a Serbia e Montenegro annullavano qualsiasi speranza di penetrazione austriaca, anche solo commerciale, verso i Balcani centrali e l'Egeo.
Ignat'ev, firmatario per la Russia e ideatore del trattato di pace, ignorava però gli impegni che i suoi superiori avevano preso precedentemente con l'Austria oppure ne fu informato poco prima dell'inizio delle trattative con i turchi, a febbraio, e decise di non tenerne conto.
Comunque sia andata, Alessandro II e il suo ministro degli esteri Aleksandr Michajlovič Gorčakov cercarono di evitare una pericolosa intesa anglo-austriaca e a fine marzo inviarono a Vienna lo stesso Ignat'ev alla ricerca di un accordo con Andrássy. Quest'ultimo, però, fu molto esigente: chiese l'annessione della Bosnia ed Erzegovina ivi compreso il Sangiaccato, una limitazione territoriale all'espansione del Montenegro, pretese per l'Austria il territorio montenegrino fra il Lago di Scutari, l'Adriatico e il fiume Boiana (al confine con la futura Albania) e chiese un ridimensionamento della Bulgaria per consentire la nascita di una Macedonia autonoma avente Salonicco per capitale. Se la Russia non avesse accettato tutte queste richieste, l'Austria non avrebbe assicurato la neutralità in caso di conflitto anglo-russo. Messa così alle strette, la Russia si accordò con la Gran Bretagna per accettare la formula di Bismarck: promuovere un congresso per "una libera discussione su tutto il contenuto del trattato di Santo Stefano".
Lo stesso Andrássy invitò le potenze che avevano firmato il trattato di Parigi a riunirsi per una conferenza internazionale a Berlino, dove il trattato di Santo Stefano sarebbe stato sottoposto ad un esame per valutarne le possibilità di attuazione. Il congresso, che avrebbe ridisegnato per trent'anni l'aspetto dei Balcani, dopo varie esitazioni si aprì nella capitale tedesca il 13 giugno 1878.

## Note

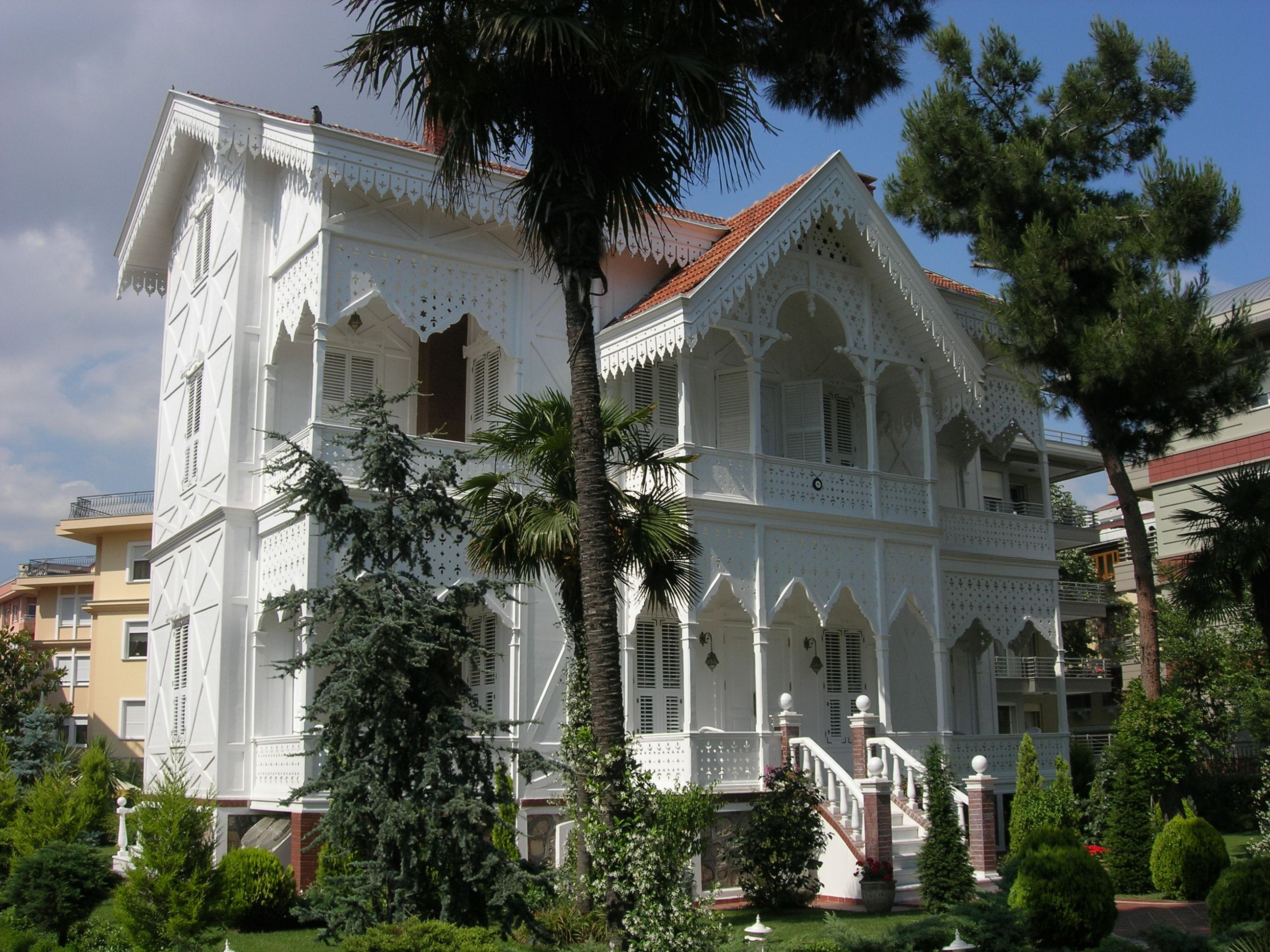
Lo Yalı a Yeşilköy dove fu firmato il trattato di Santo Stefano, oggi